# François Hilarion Point
François Hilarion Point, né le 14 avril 1758 à Montélimar (Dauphiné), mort le 24 décembre 1798 à Popoli (Italie), est un général de brigade de la Révolution française.

## États de service
François Hilarion Point naît le 14 avril 1758 à Montélimar. Il est le fils de Jean-Louis Point, contrôleur des actes, et de son épouse, Élisabeth-Henriette Bourbousson. Il est le frère aîné d'Alexis-Joseph Point, peintre miniaturiste.
Il entre en service le 1er avril 1779, dans le Régiment Royal-Champagne cavalerie, il est nommé maréchal des logis le 11 septembre 1784, et adjudant le 1er janvier 1789. Il est congédié le 21 août 1790, et le 6 novembre 1791, il est élu capitaine au 1er bataillon de volontaires de l'Isère, avec lequel il fait la campagne de 1792 en Savoie.
Le 15 mai 1793, il devient commandant en second du 2e bataillon de volontaires du Mont-Blanc, et le 16 septembre suivant, il est nommé adjudant-général chef de brigade.
Il est promu général de brigade le 7 octobre 1793, et il assiste au siège de Toulon en décembre 1793, avant de passer à l’armée des Pyrénées orientales, puis en janvier 1795, à celles des Alpes et d'Italie. Attaché à la division Augereau, il est détaché le 10 janvier 1797 auprès du général Balland. Le 14 janvier 1797, il commande l’aile gauche au combat d’Anghiari, dans lequel l’arrière-garde du général autrichien Provera, est culbutée et détruite. Le 5 février il se trouve à Trévise avec sa brigade.
Le 8 août 1798, il commande les troupes de la flottille destinées à une descente en Angleterre, et parti du Havre il soutient vaillamment un combat contre deux frégates anglaises, mais il doit rentrer dans l’Orne.
Il est affecté à l’armée de Naples, sous les ordres de Championnet, dans la division Lemoine, lorsqu’il est tué à l’attaque de Popoli sur le pont, à la tête de ses grenadiers le 24 décembre 1798.

## Distinctions
- Il fait partie des 660 personnalités à avoir son nom gravé sous l'arc de triomphe de l'Étoile. Il apparaît sur la 28e colonne, POINT[3].

## Sources
- (en) « Generals Who Served in the French Army during the Period 1789 - 1814: Eberle to Exelmans »
- Joseph Brun-Durand, Dictionnaire biographique et biblio-iconographique de la Drôme : contenant des notices sur toutes les personnes de ce département qui se sont fait remarquer par leurs actions ou leurs travaux, avec l'indication de leurs ouvrages et de leurs portraits, t.  II, Grenoble, Librairie Dauphinoise, 1901, 490 p.
- Jacques Charavay, Les généraux morts pour la patrie 1792-1871, Paris : Au siège de la Société, 1887, p. 56.
- Georges Six, Dictionnaire Biographique des Généraux et Amiraux Français de la Révolution et de l'Empire (1792-1814). Ed. Gaston Saffroy, 2003.